# Giải Oscar cho thiết kế sản xuất xuất sắc nhất
Giải Oscar cho thiết kế sản xuất xuất sắc nhất (trước năm 2012 là Chỉ đạo nghệ thuật xuất sắc nhất) là một trong các giải Oscar mà Viện Hàn lâm Khoa học và Nghệ thuật Điện ảnh trao tặng cho nhà chỉ đạo nghệ thuật xuất sắc nhất trong một phim.
Dưới đây là danh sách nhà chỉ đạo nghệ thuật và các phim đoạt giải mỗi năm ở hàng đầu, tiếp sau là những người và phim được đề cử trong cùng năm đó. Năm ghi dưới đây là năm đoạt giải, còn năm sản xuất phim là năm ngay trước đó.

## Thập niên 1920
Giải thưởng này nguyên dành cho Interior Decoration
- 1928 William Cameron Menzies - The Dove và Tempest
  - Harry Oliver - Seventh Heaven
  - Rochus Gliese - Sunrise
- 1929 Cedric Gibbons - The Bridge of San Luis Rey
  - Mitchell Leisen - Dynamite
  - Cedric Gibbons - The Hollywood Revue of 1929
  - William Cameron Menzies - The Iron Mask
  - Hans Dreier - The Patriot
  - Harry Oliver - Street Angel

## Thập niên 1930
- 1930 Herman Rosse - King of Jazz
  - William Cameron Menzies - Bulldog Drummond
  - Hans Dreier - The Love Parade
  - Jack Okey - Sally
  - Hans Dreier - The Vagabond King
- 1931 Max Ree - Cimarron
  - Stephen Goosson, Ralph Hammeras - Just Imagine
  - Hans Dreier - Morocco
  - Anton Grot - Svengali
  - Richard Day - Whoopee!
- 1932 Gordon Wiles - Transatlantic
  - Lazare Meerson - À nous la liberté
  - Richard Day - Arrowsmith
- 1933 William S. Darling - Cavalcade
  - Hans Dreier, Roland Anderson - A Farewell to Arms
  - Cedric Gibbons - When Ladies Meet
- 1934 Cedric Gibbons, Fredric Hope - The Merry Widow
  - Van Nest Polglase, Carroll Clark - The Gay Divorcee
  - Richard Day - The Affairs of Cellini
- 1935 Richard Day - The Dark Angel
  - Hans Dreier, Roland Anderson - The Lives of a Bengal Lancer
  - Carroll Clark, Van Nest Polglase - Top Hat
- 1936 Richard Day - Dodsworth
  - Anton Grot - Anthony Adverse
  - Cedric Gibbons, Eddie Imazu, Edwin B. Willis - The Great Ziegfeld
  - William S. Darling - Lloyd's of London
  - Albert S. D'Agostino, Jack Otterson - The Magnificent Brute
  - Cedric Gibbons, Frederic Hope, Edwin B. Willis - Romeo and Juliet
  - Perry Ferguson - Winterset
- 1937 Stephen Goosson - Lost Horizon
  - Cedric Gibbons, William Horning - Conquest
  - Carroll Clark - A Damsel in Distress
  - Richard Day - Dead End
  - Ward Ihnen - Every Day's a Holiday
  - Anton Grot - The Life of Emile Zola
  - John Victor MacKay - Manhattan Merry-Go-Round
  - Lyle Wheeler - The Prisoner of Zenda
  - Hans Dreier, Roland Anderson - Souls at Sea
  - Alexander Toluboff - Vogues of 1938
  - William S. Darling, David S. Hall - Wee Willie Winkie
  - Jack Otterson - You're a Sweetheart
- 1938 Carl J. Weyl - The Adventures of Robin Hood
  - Lyle Wheeler - The Adventures of Tom Sawyer
  - Bernard Herzbrun, Boris Leven - Alexander's Ragtime Band
  - Alexander Toluboff - Algiers
  - Van Nest Polglase - Carefree
  - Richard Day - The Goldwyn Follies
  - Stephen Goosson, Lionel Banks - Holiday
  - Hans Dreier, John B. Goodman - If I Were King
  - Jack Otterson - Mad About Music
  - Cedric Gibbons - Marie Antoinette
  - Charles D. Hall - Merrily We Live
- 1939 Lyle Wheeler - Gone with the Wind
  - Hans Dreier, Robert Odell - Beau Geste
  - Charles D. Hall - Captain Fury
  - Jack Otterson, Martin Obzina - First Love
  - Van Nest Polglase, Alfred Herman - Love Affair
  - John Victor Mackay - Man of Conquest
  - Lionel Banks - Mr. Smith Goes to Washington
  - Anton Grot - The Private Lives of Elizabeth and Essex
  - William S. Darling, George Dudley - The Rains Came
  - Alexander Toluboff - Stagecoach
  - Cedric Gibbons, William A. Horning - The Wizard of Oz
  - James Basevi - Wuthering Heights

Từ giải năm 1940 được chia ra hai loại: phim trắng đen và phim màu. 

## Thập niên 1940
- 1940 Phim trắng đen Cedric Gibbons, Paul Groesse - Kiêu hãnh và định kiến
  - Hans Dreier, Robert Usher - Arise, My Love
  - Lionel Banks, Robert Peterson - Arizona
  - John Otterson - The Boys from Syracuse
  - John Victor Mackay - Dark Command
  - Alexander Golitzen - Foreign Correspondent
  - Richard Day, Joseph C. Wright - Lillian Russell
  - Van Nest Polglase, Mark-Lee Kirk - My Favorite Wife
  - John DuCasse Schulze - My Son, My Son
  - Lewis J. Rachmil - Our Town
  - Lyle Wheeler - Rebecca
  - Anton Grot - The Sea Hawk
  - James Basevi - The Westerner
- 1940 Phim màu Vincent Korda - The Thief of Bagdad
  - Cedric Gibbons, John S. Detlie - Bitter Sweet
  - Richard Day, Joseph C. Wright - Down Argentine Way
  - Hans Dreier, Roland Anderson - North West Mounted Police
- 1941 Phim trắng đen Richard Day, Nathan H. Juran, Thomas Little - How Green Was My Valley
  - Perry Ferguson, Van Nest Polglase, Al Fields, Darrell Silvera - Citizen Kane
  - Martin Obzina, Jack Otterson, Russell A. Gausman - The Flame of New Orleans
  - Hans Dreier, Robert Usher, Samuel M. Comer - Hold Back the Dawn
  - Lionel Banks, George Montgomery - Ladies in Retirement
  - Stephen Goosson, Howard Bristol - The Little Foxes
  - John Hughes, Fred M. MacLean - Sergeant York
  - John DuCasse Schultze, Edward G. Boyle - Son of Monte Cristo
  - Alexander Golitzen, Richard Irvine - Sundown
  - Vincent Korda, Julia Heron - That Hamilton Woman
  - Cedric Gibbons, Randall Duell, Edwin B. Willis - When Ladies Meet
- 1941 Phim màu Cedric Gibbons, Urie McCleary, Edwin B. Willis - Blossoms in the Dust
  - Richard Day, Joseph C. Wright, Thomas Little - Blood and Sand
  - Raoul Pene Du Bois, Stephen A. Seymour - Louisiana Purchase
- 1942 Phim trắng đen Richard Day, Joseph Wright, Thomas Little - This Above All
  - Max Parker, Mark-Lee Kirk, Casey Roberts - George Washington Slept Here
  - Albert S. D'Agostino, Al Fields, Darrell Silvera - The Magnificent Ambersons
  - Perry Ferguson, Howard Bristol - The Pride of the Yankees
  - Cedric Gibbons, Randall Duell, Edwin B. Willis, Jack Moore - Random Harvest
  - Boris Leven - The Shanghai Gesture
  - Ralph Berger, Emile Kuri - Silver Queen
  - John B. Goodman, Jack Otterson, Russell A. Gausman, Edward R. Robinson - The Spoilers
  - Hans Dreier, Roland Anderson, Samuel M. Comer - Take a Letter, Darling
  - Lionel Banks, Rudolph Sternad, Fay Babcock - The Talk of the Town
- 1942 Phim màu Richard Day, Joseph Wright, Thomas Little - My Gal Sal
  - Alexander Golitzen, Jack Otterson, Russell A. Gausman, Ira S. Webb - Arabian Nights
  - Ted Smith, Casey Roberts - Captains of the Clouds
  - Vincent Korda, Julia Heron - Jungle Book
  - Hans Dreier, Roland Anderson, George Sawley - Reap the Wild Wind
- 1943 Phim trắng đen James Basevi, William S. Darling, Thomas Little - The Song of Bernadette
  - Hans Dreier, Ernst Fegte, Bertram Granger - Five Graves to Cairo
  - Albert S. D'Agostino, Carroll Clark, Darrell Silvera, Harley Miller - Flight for Freedom
  - Cedric Gibbons, Paul Groesse, Edwin B. Willis, Hugh Hunt - Madame Curie
  - Carl Weyl, George J. Hopkins - Mission to Moscow
  - Perry Ferguson, Howard Bristol - The North Star
- 1943 Phim màu Alexander Golitzen, John B. Goodman, Russell A. Gausman, Ira S. Webb - Phantom of the Opera
  - Hans Dreier, Haldane Douglas, Bertram Granger - For Whom the Bell Tolls
  - James Basevi, Joseph C. Wright, Thomas Little - The Gang's All Here
  - John Hughes, George J. Hopkins - This Is the Army
  - Cedric Gibbons, Daniel Cathcart, Edwin B. Willis, Jacques Mersereau - Thousands Cheer
- 1944 Phim trắng đen Cedric Gibbons, William Ferrari, Paul Huldschinsky, Edwin B. Willis - Gaslight
  - Lionel Banks, Walter Holscher, Joseph Kish - Address Unknown
  - John Hughes, Fred M. MacLean - The Adventures of Mark Twain
  - Perry Ferguson, Julia Heron - Casanova Brown
  - Lyle Wheeler, Leland Fuller, Thomas Little - Laura
  - Hans Dreier, Robert Usher, Samuel M. Comer - No Time for Love
  - Mark-Lee Kirk, Victor A. Gangelin - Since You Went Away
  - Albert S. D'Agostino, Carroll Clark, Darrell Silvera, Claude Carpenter - Step Lively
- 1944 Phim màu Wiard Ihnen, Thomas Little - Wilson
  - John B. Goodman, Alexander Golitzen, Russell A. Gausman, Ira S. Webb - The Climax
  - Lionel Banks, Cary Odell, Fay Babcock - Cover Girl
  - Charles Novi, Jack McConaghy - The Desert Song
  - Cedric Gibbons, Daniel B. Cathcart, Edwin B. Willis, Richard Pefferle - Kismet
  - Hans Dreier, Raoul Pene du Bois, Ray Moyer - Lady in the Dark
  - Ernst Fegte, Howard Bristol - The Princess and the Pirate
- 1945 Phim trắng đen Wiard Ihnen, A. Roland Fields - Blood on the Sun
  - Albert S. D'Agostino, Jack Okey, Darrell Silvera, Claude Carpenter - Experiment Perilous
  - James Basevi, William S. Darling, Thomas Little, Frank E. Hughes - The Keys of the Kingdom
  - Hans Dreier, Roland Anderson, Samuel M. Comer, Ray Moyer - Love Letters
  - Cedric Gibbons, Hans Peters, Edwin B. Willis, John Bonar, Hugh Hunt - The Picture of Dorian Gray
- 1945 Phim màu Hans Dreier, Ernst Fegte, Samuel M. Comer - Frenchman's Creek
  - Lyle Wheeler, Maurice Ransford, Thomas Little - Leave Her to Heaven
  - Cedric Gibbons, Urie McCleary, Edwin B. Willis, Mildred Griffiths - National Velvet
  - Ted Smith, Jack McConaghy - San Antonio
  - Stephen Goosson, Rudolph Sternad, Frank Tuttle - A Thousand and One Nights
- 1946 Phim trắng đen William S. Darling, Lyle Wheeler, Thomas Little, Frank E. Hughes - Anna and the King of Siam
  - Hans Dreier, Walter Tyler, Samuel M. Comer, Ray Moyer - Kitty
  - Richard Day, Nathan H. Juran, Thomas Little, Paul S. Fox - The Razor's Edge
- 1946 Phim màu Cedric Gibbons, Paul Groesse, Edwin B. Willis - The Yearling
  - John Bryan - Caesar and Cleopatra
  - Paul Sheriff, Carmen Dillon - Henry V

Bắt đầu từ năm 1947 tên giải đổi thành Art Direction - Set Decoration.
- 1947 Phim trắng đen John Bryan, Wilfred Shingleton - Great Expectations
  - Lyle Wheeler, Maurice Ransford, Thomas Little, Paul S. Fox - The Foxes of Harrow
- 1947 Phim màu Alfred Junge - Black Narcissus
  - Robert M. Haas, George James Hopkins - Life with Father
- 1948 Phim trắng đen Roger K. Furse, Carmen Dillon - Hamlet
  - Robert Haas, William O. Wallace - Johnny Belinda
- 1948 Phim màu Hein Heckroth, Arthur Lawson - The Red Shoes
  - Richard Day, Edwin Casey Roberts, Joseph Kish - Joan of Arc
- 1949 Phim trắng đen Harry Horner, John Meehan, Emile Kuri - The Heiress
  - Lyle Wheeler, Joseph C. Wright, Thomas Little, Paul S. Fox - Come to the Stable
  - Cedric Gibbons, Jack Martin Smith, Edwin B. Willis, Richard A. Pefferle - Madame Bovary
- 1949 Phim màu Cedric Gibbons, Paul Groesse, Edwin B. Willis, Jack D. Moore - Little Women
  - Edward Carrere, Lyle Reifsnider - Adventures of Don Juan
  - Jim Morahan, William Kellner, Michael Relph - Saraband for Dead Lovers

## Thập niên 1950
- 1950 Phim trắng đen Hans Dreier, John Meehan, Samuel M. Comer, Ray Moyer - Sunset Boulevard
  - Lyle Wheeler, George Davis, Thomas Little, Walter M. Scott - All About Eve
  - Cedric Gibbons, Hans Peters, Edwin B. Willis, Hugh Hunt - The Red Danube
- 1950 Phim màu Hans Dreier, Walter Tyler, Samuel M. Comer, Ray Moyer - Samson and Delilah
  - Cedric Gibbons, Paul Groesse, Edwin B. Willis, Richard A. Pefferle - Annie Get Your Gun
  - Ernst Fegte, George Sawley - Destination Moon
- 1951 Phim trắng đen Richard Day, George James Hopkins - A Streetcar Named Desire
  - Lyle Wheeler, Leland Fuller, Thomas Little, Fred J. Rode - Fourteen Hours
  - Lyle Wheeler, John DeCuir, Thomas Little, Paul S. Fox - House on Telegraph Hill
  - Jean d'Eaubonne - La Ronde
  - Cedric Gibbons, Paul Groesse, Edwin B. Wills, Jack D. Moore - Too Young to Kiss
- 1951 Phim màu Cedric Gibbons, E. Preston Ames, Edwin B. Willis, Keogh Gleason - An American in Paris
  - Lyle Wheeler, George Davis, Thomas Little, Paul S. Fox - David and Bathsheba
  - Lyle Wheeler, Leland Fuller, Joseph C. Wright, Thomas Little, Walter M. Scott - On the Riviera
  - William A. Horning, Cedric Gibbons, Edward Carfagno, Hugh Hunt - Quo Vadis
  - Hein Heckroth - The Tales of Hoffmann
- 1952 Phim trắng đen Cedric Gibbons, Edward Carfagno, Edwin B. Willis, Keogh Gleason - The Bad and the Beautiful
  - Hal Pereira, Roland Anderson, Emile Kuri - Carrie
  - Lyle Wheeler, John DeCuir, Walter M. Scott - My Cousin Rachel
  - So Matsuyama, H. Motsumoto - Rashōmon
  - Lyle Wheeler, Leland Fuller, Thomas Little, Claude Carpenter - Viva Zapata!
- 1952 Phim màu Paul Sheriff, Marcel Vertes - Moulin Rouge
  - Richard Day, Antoni Clavé, Howard Bristol - Hans Christian Andersen
  - Cedric Gibbons, Paul Groesse, Edwin B. Willis, Arthur Krams - The Merry Widow
  - Frank Hotaling, John McCarthy, Jr., Charles S. Thompson - The Quiet Man
  - Lyle Wheeler, John DeCuir, Thomas Little, Paul S. Fox - The Snows of Kilimanjaro
- 1953 Phim trắng đen Cedric Gibbons, Edward Carfagno, Edwin B. Willis, Hugh Hunt - Julius Caesar
  - Fritz Maurischat, Paul Markwitz - Martin Luther
  - Lyle Wheeler, Leland Fuller, Paul S. Fox - The President's Lady
  - Hal Pereira, Walter Tyler - Roman Holiday
  - Lyle Wheeler, Maurice Ransford, Stuart Reiss - Titanic
- 1953 Phim màu Lyle Wheeler, George Davis, Walter M. Scott, Paul S. Fox - The Robe
  - Alfred Junge, Hans Peters. John Jarvis - Knights of the Round Table
  - Cedric Gibbons, Paul Groesse, Edwin B. Willis, Arthur Krams - Lili
  - Cedric Gibbons, E. Preston Ames, Edward Carfagno, Gabriel Scognamillo, Edwin B. Willis, Keogh Gleason, Arthur Krams, Jack D. Moore - The Story of Three Loves
  - Cedric Gibbons, Urie McCleary, Edwin B. Willis, Jack D. Moore - Young Bess
- 1954 Phim trắng đen Richard Day - On the Waterfront
  - Hal Pereira, Roland Anderson, Samuel M. Comer, Grace Gregory - The Country Girl
  - Cedric Gibbons, Edward Carfagno, Edwin B. Willis, Emile Kuri - Executive Suite
  - Max Ophüls - Le Plaisir
  - Hal Pereira, Walter Tyler, Samuel M. Comer, Ray Moyer - Sabrina
- 1954 Phim màu John Meehan, Emile Kuri - 20,000 Leagues Under the Sea
  - Cedric Gibbons, E. Preston Ames, Edwin B. Willis, Keogh Gleason - Brigadoon
  - Lyle Wheeler, Leland Fuller, Walter M. Scott, Paul S. Fox - Désirée
  - Hal Pereira, Roland Anderson, Samuel M. Comer, Ray Moyer - Red Garters
  - Malcolm Bert, Gene Allen, Irene Sharaff, George James Hopkins - A Star Is Born
- 1955 Phim trắng đen Hal Pereira, Tambi Larsen, Samuel M. Comer, Arthur Krams - The Rose Tattoo
  - Cedric Gibbons, Randall Duell, Edwin B. Willis, Henry Grace - Blackboard Jungle
  - Cedric Gibbons, Malcolm Brown, Edwin B. Willis, Hugh B. Hunt - I'll Cry Tomorrow
  - Joseph C. Wright, Darrell Silvera - The Man with the Golden Arm
  - Edward S. Haworth, Walter Simonds, Robert Priestley - Marty
- 1955 Phim màu William Flannery, Jo Mielziner, Robert Priestley - Picnic
  - Lyle Wheeler, John DeCuir, Walter M. Scott, Paul S. Fox - Daddy Long Legs
  - Oliver Smith, Joseph C. Wright, Howard Bristol - Guys and Dolls
  - Lyle Wheeler, George Davis, Walter M. Scott, Jack Stubbs - Love Is a Many-Splendored Thing
  - Hal Pereira, Joseph McMillan Johnson, Samuel M. Comer, Arthur Krams - To Catch a Thief
- 1956 Phim trắng đen Cedric Gibbons, Malcolm F. Brown, Edwin B. Willis, F. Keogh Gleason - Somebody Up There Likes Me
  - So Matsuyama - Seven Samurai
  - Hal Pereira, A. Earl Hedrick, Samuel M. Comer, Frank R. McKelvy - The Proud and Profane
  - Ross Bellah, William R. Kiernan, Louis Diage - The Solid Gold Cadillac
  - Lyle R. Wheeler, Jack Martin Smith, Walter M. Scott, Stuart A. Reiss - Teenage Rebel
- 1956 Phim màu Lyle R. Wheeler, John DeCuir, Walter M. Scott, Paul S. Fox - The King and I
  - James W. Sullivan, Ken Adam, Ross J. Dowd - Around the World in 80 Days
  - Boris Leven, Ralph S. Hurst - Giant
  - Cedric Gibbons, Hans Peters, E. Preston Ames, Edwin B. Willis, F. Keogh Gleason - Lust for Life
  - Hal Pereira, Walter H. Tyler, Albert Nozaki, Samuel M. Comer, Ray Moyer - The Ten Commandments

Từ năm 1957, giải lại chỉ có một loại.
- 1957 Ted Haworth, Robert Priestley - Sayonara
  - Hal Pereira, George Davis, Samuel M. Comer, Ray Moyer - Funny Face
  - William A. Horning, Gene Allen, Edwin B. Willis, Richard Pefferle - Les Girls
  - Walter Holscher, William Kiernan, Louis Diage - Pal Joey
  - William A. Horning, Urie McCleary, Edwin B. Willis, Hugh Hunt - Raintree County
- 1958 William A. Horning (truy tặng), E. Preston Ames, Henry Grace, F. Keogh Gleason - Gigi
  - Malcolm Bert, George James Hopkins - Auntie Mame
  - Cary Odell, Louis Diage - Bell, Book and Candle
  - Lyle R. Wheeler, John DeCuir, Walter M. Scott, Paul S. Fox - A Certain Smile
  - Hal Pereira, Henry Bumstead, Samuel M. Comer, Frank McKelvy - Vertigo

Từ năm 1959 giải lại chia thành hai loại.
- 1959 Phim trắng đen Lyle R. Wheeler, George Davis, Walter M. Scott, Stuart A. Reiss - The Diary of Anne Frank
  - Hal Pereira, Walter Tyler, Samuel M. Comer, Arthur Krams, - Career
  - Carl Anderson, William Kiernan - The Last Angry Man
  - Ted Haworth, Edward G. Boyle - Some Like It Hot
  - Oliver Messel, William Kellner, Scot Slimon - Suddenly, Last Summer
- 1959 Phim màu William A. Horning (posthumous award), Edward Carfagno, Hugh Hunt - Ben-Hur
  - John De Cuir, Julia Heron - The Big Fisherman
  - Lyle R. Wheeler, Franz Bachelin, Herman A. Blumenthal. Walter M. Scott, Joseph Kish - Journey to the Center of the Earth
  - William A. Horning (posthumous nomination), Robert F. Boyle, Merrill Pye, Henry Grace, Frank McKelvy - North by Northwest
  - Russell A. Gausman, Ruby R. Levitt, Richard H. Riedel (posthumous nomination) - Pillow Talk

## Thập niên 1960
- 1960 Phim trắng đen Alexander Trauner, Edward G. Boyle - The Apartment
  - Joseph McMillan Johnson, Kenneth A. Reid, Ross Dowd - The Facts of Life
  - Joseph Hurley, Robert Clatworthy, George Milo - Psycho
  - Tom Morahan, Lionel Couch - Sons and Lovers
  - Hal Pereira, Walter Tyler, Samuel M. Comer, Arthur Krams - Visit to a Small Planet
- 1960 Phim màu Alexander Golitzen, Eric Orbom (posthumous award), Russell A. Gausman, Julia Heron - Spartacus
  - George Davis, Addison Hehr, Henry Grace, Hugh Hunt, Otto Siegel - Cimarron
  - Hal Pereira, Roland Anderson, Samuel M. Comer, Arrigo Breschi - It Started in Naples
  - Ted Haworth, William Kiernan - Pepe
  - Edward Carrere, George James Hopkins - Sunrise at Campobello
- 1961 Phim trắng đen Harry Horner, Gene Callahan - The Hustler
  - Carroll Clark, Emile Kuri, Hal Gausman - The Absent-Minded Professor
  - Fernando Carrere, Edward G. Boyle - The Children's Hour
  - Rudolf Sternad, George Milo - Judgment at Nuremberg
  - Piero Gherardi - La dolce vita
- 1961 Phim màu Boris Leven, Victor A. Gangelin - West Side Story
  - Hal Pereira, Roland Anderson, Samuel M. Comer, Ray Moyer - Breakfast at Tiffany's
  - Veniero Colasanti, John Moore - El Cid
  - Alexander Golitzen, Joseph Wright, Howard Bristol - Flower Drum Song
  - Hal Pereira, Walter Tyler, Samuel M. Comer, Arthur Krams - Summer and Smoke
- 1962 Phim trắng đen Alexander Golitzen, Henry Bumstead, Oliver Emert - To Kill a Mockingbird
  - Joseph Wright, George James Hopkins - Days of Wine and Roses
  - Ted Haworth, Léon Barsacq, Vincent Korda, Gabriel Bechir - The Longest Day
  - George Davis, Edward Carfagno, Henry Grace, Dick Pefferle - Period of Adjustment
  - Hal Pereira, Roland Anderson, Samuel M. Comer, Frank R. McKelvy - The Pigeon That Took Rome
- 1962 Phim màu John Box, John Stoll, Dario Simoni - Lawrence of Arabia
  - Paul Groesse, George James Hopkins - The Music Man
  - George Davis, J. McMillan Johnson, Henry Grace, Hugh Hunt - Mutiny on the Bounty
  - Alexander Golitzen, Robert Clatworthy, George Milo - That Touch of Mink
  - George Davis, Edward Carfagno, Henry Grace, Dick Pefferle - The Wonderful World of the Brothers Grimm
- 1963 Phim trắng đen Gene Callahan - America America
  - Piero Gherardi - 8½
  - Hal Pereira, Tambi Larsen, Samuel M. Comer, Robert R. Benton - Hud
  - Hal Pereira, Roland Anderson, Samuel M. Comer, Grace Gregory - Love with the Proper Stranger
  - George Davis, Paul Groesse, Henry Grace, Hugh Hunt - Twilight of Honor
- 1963 Phim màu John DeCuir, Jack Martin Smith, Hilyard Brown, Herman Blumenthal, Elven Webb, Maurice Pelling, Boris Juraga, Walter M. Scott, Paul S. Fox, Ray Moyer - Cleopatra
  - Lyle Wheeler, Gene Callahan - The Cardinal
  - Hal Pereira, Roland Anderson, Samuel M. Comer, James W. Payne - Come Blow Your Horn
  - George Davis, William Ferrari (posthumous nomination), Addison Hehr, Henry Grace, Don Greenwood Jr., Jack Mills - How the West Was Won
  - Ralph Brinton, Ted Marshall, Jocelyn Herbert, Josie MacAvin - Tom Jones
- 1964 Phim trắng đen Vassilis Fotopoulos - Zorba the Greek (Alexis Zorbas)
  - George Davis, Hans Peters, Elliot Scott, Henry Grace, Robert R. Benton - The Americanization of Emily
  - William Glasgow, Raphael Bretton - Hush… Hush, Sweet Charlotte
  - Stephen Grimes - The Night of the Iguana
  - Cary Odell, Edward G. Boyle - Seven Days in May
- 1964 Phim màu Gene Allen, Cecil Beaton, George James Hopkins - My Fair Lady
  - John Bryan, Maurice Carter, Patrick McLoughlin, Robert Cartwright - Becket
  - Carroll Clark, William H. Tuntke, Emile Kuri, Hal Gausman - Mary Poppins
  - George Davis, E. Preston Ames, Henry Grace, Hugh Hunt - The Unsinkable Molly Brown
  - Jack Martin Smith, Ted Haworth, Walter M. Scott, Stuart A. Reiss - What a Way to Go!
- 1965 Phim trắng đen Robert Clatworthy, Joseph Kish - Ship of Fools
  - Robert Emmet Smith, Frank Tuttle - King Rat
  - George Davis, Urie McCleary, Henry Grace, Charles S. Thompson - A Patch of Blue
  - Hal Pereira, Jack Poplin, Robert R. Benton, Joseph Kish - The Slender Thread
  - Hal Pereira, Tambi Larsen, Ted Marshall, Josie MacAvin - The Spy Who Came in from the Cold
- 1965 Phim màu John Box, Terence Marsh, Dario Simoni - Doctor Zhivago
  - John DeCuir, Jack Martin Smith, Dario Simoni - The Agony and the Ecstasy
  - Richard Day, William Creber, David S. Hall (posthumous nomination), Ray Moyer, Fred M. MacLean, Norman Rockett - The Greatest Story Ever Told
  - Robert Clatworthy, George James Hopkins - Inside Daisy Clover
  - Boris Leven, Walter M. Scott, Ruby Levitt - The Sound of Music
- 1966 Phim trắng đen Richard Sylbert, George James Hopkins - Who's Afraid of Virginia Woolf?
  - Robert Luthardt, Edward G. Boyle - The Fortune Cookie
  - Luigi Scaccianoce - Tin Mừng theo thánh Mátthêu (Il Vangelo secondo Matteo)
  - Willy Holt, Marc Frederix, Pierre Guffroy - Is Paris Burning?
  - George Davis, Paul Groesse, Henry Grace, Hugh Hunt - Mister Buddwing
- 1966 Phim màu Jack Martin Smith, Dale Hennesy, Walter M. Scott, Stuart A. Reiss - Fantastic Voyage
  - Alexander Golitzen, George C. Webb, John McCarthy, Jr., John Austin - Gambit
  - Piero Gherardi - Juliet of the Spirits (Giulietta degli spiriti)
  - Hal Pereira, Arthur Lonergan, Robert R. Benton, James W. Payne - The Oscar
  - Boris Leven, Walter M. Scott, John Sturtevant, William Kiernan - The Sand Pebbles

Từ năm 1967 hai loại giải lại nhập thành một. 
- 1967 John Truscott, Edward Carrere, John W. Brown - Camelot
  - Mario Chiari, Jack Martin Smith, Ed Graves, Walter M. Scott, Stuart A. Reiss - Doctor Dolittle
  - Robert Clatworthy, Frank Tuttle - Guess Who's Coming to Dinner
  - Renzo Mongiardino, John DeCuir, Elven Webb, Giuseppe Mariani, Dario Simoni, Luigi Gervasi - The Taming of the Shrew
  - Alexander Golitzen, George C. Webb, Howard Bristol - Thoroughly Modern Millie
- 1968 John Box, Terence Marsh, Vernon Dixon, Ken Muggleston - Oliver!
  - George Davis, Edward Carfagno - The Shoes of the Fisherman
  - Boris Leven, Walter M. Scott, Howard Bristol - Star!
  - Anthony Masters, Harry Lange, Ernie Archer - 2001: A Space Odyssey
  - Mikhail Bogdanov, Gennady Myasnikov, Georgi Koshelev, Vladimir Uvarov - War and Peace (Война и мир)
- 1969 John Decuir, Jack Martin Smith, Herman Blumenthal, Walter M. Scott, George Hopkins, Raphael Bretton - Hello, Dolly!
  - Maurice Carter, Lionel Couch, Patrick McLoughlin - Anne of the Thousand Days
  - Robert F. Boyle, George B. Chan, Edward G. Boyle, Carl Biddiscombe - Gaily, Gaily
  - Alexander Golitzen, George C. Webb, Jack D. Moore - Sweet Charity
  - Harry Horner, Frank McKelvy - They Shoot Horses, Don't They?

## Thập niên 1970
- 1970 Urie McCleary, Gil Parrondo, Antonio Mateos, Pierre-Louis Thevenet - Patton
  - Alexander Golitzen, E. Preston Ames, Jack D. Moore, Mickey S. Michaels - Airport
  - Tambi Larsen, Darrell Silvera - The Molly MaGuires
  - Terence Marsh, Bob Cartwright, Pamela Cornell - Scrooge
  - Jack Martin Smith, Yoshiro Muraki, Richard Day, Taizoh Kawashima, Walter M. Scott, Norman Rockett, Carl Biddiscombe - Tora! Tora! Tora!
- 1971 John Box, Ernest Archer, Jack Maxsted, Gil Parrondo, Vernon Dixon - Nicholas and Alexandra
  - Boris Leven, William Tuntke, Ruby Levitt - The Andromeda Strain
  - John B. Mansbridge, Peter Ellenshaw, Emile Kuri, Hal Gausman - Bedknobs and Broomsticks
  - Robert F. Boyle, Michael Stringer, Peter Lamont - Fiddler on the Roof
  - Terence Marsh, Robert Cartwright, Peter Howitt - Mary, Queen of Scots
- 1972 Rolf Zehetbauer, Jurgen Kiebach, Herbert Strabel - Cabaret
  - Carl Anderson, Reg Allen - Lady Sings the Blues
  - William Creber, Raphael Bretton - The Poseidon Adventure
  - John Box, Gil Parrondo, Robert W. Laing - Travels with My Aunt
  - Donald M. Ashton, Geoffrey Drake, John Graysmark, William Hutchinson, Peter James - Young Winston
- 1973 Henry Bumstead, James W. Payne - The Sting
  - Lorenzo Mongiardino, Gianni Quaranta, Carmelo Patrono - Brother Sun, Sister Moon (Fratello Sole Sorella Luna)
  - Bill Malley, Jerry Wunderlich - The Exorcist
  - Philip Jefferies, Robert de Vestel - Tom Sawyer
  - Stephen Grimes, William Kiernan (posthumous nomination) - The Way We Were
- 1974 Dean Tavoularis, Angelo Graham, George R. Nelson - The Godfather Part II
  - Richard Sylbert, W. Stewart Campbell, Ruby Levitt - Chinatown
  - Alexander Golitzen, E. Preston Ames, Frank McKelvy - Earthquake
  - Peter Ellenshaw, John B. Mansbridge, Walter Tyler, Al Roelofs, Hal Gausman - The Island at the Top of the World
  - William Creber, Ward Preston. Raphael Bretton - The Towering Inferno
- 1975 Ken Adam, Roy Walker, Vernon Dixon - Barry Lyndon
  - Edward Carfagno, Frank McKelvy - The Hindenburg
  - Alexander Trauner, Tony Inglis, Peter James - The Man Who Would Be King
  - Richard Sylbert, W. Stewart Campbell, George Gaines - Shampoo
  - Albert Brenner, Marvin March - The Sunshine Boys
- 1976 George Jenkins, George Gaines - All the President's Men
  - Elliot Scott, Norman Reynolds - The Incredible Sarah
  - Gene Callahan, Jack Collis, Jerry Wunderlich - The Last Tycoon
  - Dale Hennesy, Robert de Vestel - Logan's Run
  - Robert F. Boyle, Arthur Jeph Parker - The Shootist
- 1977 John Barry, Norman Reynolds, Leslie Dilley, Roger Christian - Star Wars
  - George C. Webb, Mickey S. Michaels - Airport '77
  - Joe Alves, Dan Lomino, Phil Abramson - Close Encounters of the Third Kind
  - Ken Adam, Peter Lamont, Hugh Scaife - The Spy Who Loved Me
  - Albert Brenner, Marvin March - The Turning Point
- 1978 Paul Sylbert, Edwin O'Donovan, George Gaines - Heaven Can Wait
  - Dean Tavoularis, Angelo Graham, George R. Nelson - The Brink's Job
  - Albert Brenner, Marvin March - California Suite
  - Mel Bourne, Daniel Robert - Interiors
  - Tony Walton, Philip Rosenberg, Edward Stewart, Robert Drumheller - The Wiz
- 1979 Philip Rosenberg, Tony Walton, Edward Stewart, Gary Brink - All That Jazz
  - Michael Seymour, Les Dilley, Roger Christian, Ian Whittaker - Alien
  - Dean Tavoularis, Angelo Graham, George R. Nelson - Apocalypse Now
  - George Jenkins, Arthur Jeph Parker - The China Syndrome
  - Harold Michelson, Joe Jennings, Leon Harris, John Vallone, Linda Descenna - Star Trek: The Motion Picture

## Thập niên 1980
- 1980 Pierre Guffroy, Jack Stephens - Tess
  - John W. Corso, John M. Dwyer - Coal Miner's Daughter
  - Stuart Craig, Robert Cartwright, Hugh Scaife - The Elephant Man
  - Norman Reynolds, Leslie Dilley, Harry Lange, Alan Tomkins, Michael D. Ford - The Empire Strikes Back
  - Yoshiro Muraki - Kagemusha (影武者)
- 1981 Norman Reynolds, Leslie Dilley; Michael D. Ford (Set Decoration) - Raiders of the Lost Ark
  - Assheton Gorton, Ann Mollo - The French Lieutenant's Woman
  - Tambi Larsen, James L. Berkey - Heaven's Gate
  - John Graysmark, Patrizia von Brandenstein, Tony Reading, George DeTitta Sr., George DeTitta Jr., Peter Howitt - Ragtime
  - Richard Sylbert, Michael Seirton - Reds
- 1982 Stuart Craig, Robert W. Laing; Michael Seirton (Set Decoration) - Gandhi
  - Dale Hennesy (posthumous nomination), Marvin March - Annie
  - Lawrence G. Paull, David L. Snyder, Linda DeScenna - Blade Runner
  - Franco Zeffirelli, Gianni Quaranta - La traviata
  - Rodger Maus, Tim Hutchinson, William Craig Smith, Harry Cordwell - Victor/Victoria
- 1983 Anna Asp, Susanne Lingheim - Fanny & Alexander (Fanny och Alexander)
  - Norman Reynolds, Fred Hole, James L. Schoppe, Michael D. Ford - Star Wars Episode VI: Return of the Jedi
  - Geoffrey Kirkland, Richard Lawrence, W. Stewart Campbell, Peter R. Romero, Jim Poynter, George R. Nelson - The Right Stuff
  - Polly Platt, Harold Michelson, Tom Pedigo, Anthony Mondell - Terms of Endearment
  - Roy Walker, Leslie Tomkins, Tessa Davies - Yentl
- 1984 Patrizia von Brandenstein; Karel Cerný (Set Decoration) - Amadeus
  - Richard Sylbert, George Gaines - The Cotton Club
  - Mel Bourne, Angelo P. Graham, Bruce Weintraub - The Natural
  - John Box, Hugh Scaife - A Passage to India
  - Albert Brenner, Rick Simpson - 2010
- 1985 Stephen Grimes; Josie Macavin (Set Decoration) - Out of Africa
  - Norman Garwood, Maggie Gray - Brazil
  - J. Michael Riva, Bo Welch, Linda DeScenna - The Color Purple
  - Yoshiro Muraki, Shinobu Muraki - Ran (乱)
  - Stan Jolley, John H. Anderson - Witness
- 1986 Gianni Quaranta, Brian Ackland-Snow; Brian Savegar, Elio Altamura (Set Decoration) - A Room with a View
  - Peter Lamont, Crispian Sallis - Aliens
  - Boris Leven (posthumous nomination), Karen O'Hara - The Color of Money
  - Stuart Wurtzel, Carol Joffe - Hannah and Her Sisters
  - Stuart Craig, Jack Stephens - The Mission
- 1987 Ferdinando Scarfiotti; Bruno Cesari, Osvaldo Desideri (Set Decoration) - The Last Emperor
  - Norman Reynolds, Harry Cordwell - Empire of the Sun
  - Anthony Pratt, Joanne Woollard - Hope and Glory
  - Santo Loquasto, Carol Joffe, Leslie Bloom, George DeTitta Jr. - Radio Days
  - Patrizia von Brandenstein, William A. Elliott, Hal Gausman - The Untouchables
- 1988 Stuart Craig; Gerard James (Set Decoration) - Dangerous Liaisons
  - Albert Brenner, Garrett Lewis - Beaches
  - Ida Random, Linda DeScenna - Rain Man
  - Dean Tavoularis, Armin Ganz - Tucker: The Man and His Dream
  - Elliot Scott, Peter Howitt - Who Framed Roger Rabbit
- 1989 Anton Furst; Peter Young (Set Decoration) - Batman
  - Leslie Dilley, Anne Kuljian - The Abyss
  - Dante Ferretti, Francesca Lo Schiavo - The Adventures of Baron Munchausen
  - Bruno Rubeo, Crispian Sallis - Driving Miss Daisy
  - Norman Garwood, Garrett Lewis - Glory

## Thập niên 1990
- 1990 Richard Sylbert (Art Direction); Rick Simpson (Set Decoration) - Dick Tracy
  - Ezio Frigerio (Art Direction); Jacques Rouxel (Set Decoration) - Cyrano de Bergerac
  - Jeffrey Beecroft (Art Direction); Lisa Dean  (Set Decoration) - Dances with Wolves
  - Dean Tavoularis (Art Direction); Gary Fettis (Set Decoration) - The Godfather, Part III
  - Dante Ferretti (Art Direction); Francesca Lo Schiavo (Set Decoration) - Hamlet
- 1991 Dennis Gassner (Art Direction); Nancy Haigh (Set Decoration) - Bugsy
  - Dennis Gassner (Art Direction); Nancy Haigh (Set Decoration) - Barton Fink
  - Mel Bourne (Art Direction); Cindy Carr  (Set Decoration) - The Fisher King
  - Norman Garwood (Art Direction); Garrett Lewis  (Set Decoration) - Hook
  - Paul Sylbert (Art Direction); Caryl Heller (Set Decoration) - The Prince of Tides
- 1992 Luciana Arrighi (Art Direction); Ian Whittaker (Set Decoration) - Howards End
  - Thomas Sanders (Art Direction); Garrett Lewis (Set Decoration) - Bram Stoker's Dracula
  - Stuart Craig (Art Direction); Chris A. Butler (Set Decoration) - Chaplin
  - Ferdinando Scarfiotti (Art Direction); Linda DeScenna (Set Decoration) - Toys
  - Henry Bumstead (Art Direction); Janice Blackie-Goodine (Set Decoration) - Unforgiven
- 1993 Allan Starski (Art Direction); Ewa Braun (Set Decoration) - Schindler's List
  - Ken Adam (Art Direction); Marvin March  (Set Decoration) - Addams Family Values
  - Dante Ferretti (Art Direction); Robert J. Franco  (Set Decoration) - The Age of Innocence
  - Ben Van Os, Jan Roelfs  (Art Direction) - Orlando
  - Luciana Arrighi (Art Direction); Ian Whittaker (Set Decoration) - The Remains of the Day
- 1994 Ken Adam (Art Direction); Carolyn Scott (Set Decoration) - The Madness of King George
  - Santo Loquasto (Art Direction); Susan Bode (Set Decoration) - Bullets over Broadway
  - Rick Carter (Art Direction); Nancy Haigh (Set Decoration) - Forrest Gump
  - Dante Ferretti (Art Direction); Francesca Lo Schiavo (Set Decoration) - Interview with the Vampire
  - Lilly Kilvert (Art Direction); Dorree Cooper (Set Decoration) - Legends of the Fall
- 1995: Eugenio Zanetti (AD) – Restoration
  - Michael Corenblith (AD); Merideth Boswell (SD) – Apollo 13
  - Roger Ford (AD); Kerrie Brown (SD) – Babe
  - Bo Welch (AD); Cheryl Carasik (SD) – A Little Princess
  - Tony Burrough (AD) – Richard III
- 1996: Stuart Craig (AD); Stephanie McMillan (SD) – The English Patient
  - Bo Welch (AD); Cheryl Carasik (SD) – The Birdcage
  - Brian Morris (AD); Philippe Turlure  (SD) – Evita
  - Tim Harvey (AD) – Hamlet
  - Catherine Martin (AD); Brigitte Broch (SD) – William Shakespeare's Romeo & Juliet
- 1997: Peter Lamont (AD); Michael D. Ford (SD) – Titanic
  - Jan Roelfs (AD); Nancy Nye  (SD) – Gattaca
  - Dante Ferretti (AD); Francesca Lo Schiavo  (SD) – Kundun
  - Jeannine Oppewall (AD); Jay R. Hart  (SD) – L.A. Confidential
  - Bo Welch (AD); Cheryl Carasik (SD) – Men in Black
- 1998: Martin Childs (AD); Jill Quertier (SD) – Shakespeare in Love
  - John Myhre (AD); Peter Howitt (SD) – Elizabeth
  - Jeannine Oppewall (AD); Jay Hart (SD) – Pleasantville
  - Tom Sanders (AD); Lisa Dean Kavanaugh (SD) – Saving Private Ryan
  - Eugenio Zanetti (AD); Cindy Carr (SD) – What Dreams May Come
- 1999: Rick Heinrichs (AD); Peter Young (SD) – Sleepy Hollow
  - Luciana Arrighi (AD); Ian Whittaker (SD) – Anna and the King
  - David Gropman (AD); Beth Rubino (SD) – The Cider House Rules
  - Roy Walker (AD); Bruno Cesari (SD) – The Talented Mr. Ripley
  - Eve Stewart (AD); John Bush và Eve Stewart (SD) – Topsy-Turvy

## Thập niên 2000
- 2000: Tim Yip (AD) – Crouching Tiger, Hidden Dragon (Wo hu cang long)
  - Arthur Max (AD); Crispian Sallis (SD) – Gladiator
  - Michael Corenblith (AD); Merideth Boswell (SD) – How the Grinch Stole Christmas
  - Martin Childs (AD); Jill Quertier (SD) – Quills
  - Jean Rabasse (AD); Françoise Benoît-Fresco (SD) – Vatel
- 2001: Catherine Martin (AD); Brigitte Broch (SD) – Moulin Rouge!
  - Aline Bonetto (AD); Marie-Laure Valla (SD) – Amélie (Le fabuleux destin d'Amélie Poulain)
  - Stephen Altman (AD); Anna Pinnock (SD) – Gosford Park
  - Stuart Craig (AD); Stephenie McMillan (SD) – Harry Potter and the Sorcerer's Stone
  - Grant Major (AD); Dan Hennah (SD) – The Lord of the Rings: The Fellowship of the Ring
- 2002: John Myhre (AD); Gordon Sim (SD) – Chicago
  - Felipe Fernández del Paso (AD); Hannia Robledo (SD) – Frida
  - Dante Ferretti (AD); Francesca Lo Schiavo (SD) – Gangs of New York
  - Grant Major (AD); Dan Hennah và Alan Lee (SD) – The Lord of the Rings: The Two Towers
  - Dennis Gassner (AD); Nancy Haigh (SD) – Road to Perdition
- 2003: Grant Major (AD); Dan Hennah và Alan Lee (SD) – The Lord of the Rings: The Return of the King
  - Ben Van Os (AD); Cecile Heideman (SD) – Girl with a Pearl Earring
  - Lilly Kilvert (AD); Gretchen Rau (SD) – The Last Samurai
  - William Sandell (AD); Robert Gould (SD) – Master and Commander: The Far Side of the World
  - Jeannine Oppewall (AD); Leslie Pope (SD) – Seabiscuit
- 2004: Dante Ferretti (AD); Francesca Lo Schiavo (SD) – The Aviator
  - Gemma Jackson (AD); Trisha Edwards (SD) – Finding Neverland
  - Rick Heinrichs (AD); Cheryl Carasik (SD) – Lemony Snicket's A Series of Unfortunate Events
  - Anthony Pratt (AD); Celia Bobak (SD) – The Phantom of the Opera
  - Aline Bonetto (AD) – A Very Long Engagement
- 2005: John Myhre (AD); Gretchen Rau (SD; posthumous award) – Memoirs of a Geisha
  - Jim Bissell (AD); Jan Pascale (SD) – Good Night, and Good Luck.
  - Stuart Craig (AD); Stephenie McMillan (SD) – Harry Potter and the Goblet of Fire
  - Grant Major (AD); Dan Hennah và Simon Bright (SD) – King Kong
  - Sarah Greenwood (AD); Katie Spencer (SD) – Pride & Prejudice
- 2006: Eugenio Caballero (AD); Pilar Revuelta (SD) – Pan's Labyrinth (El laberinto del fauno)
  - John Myhre (AD); Nancy Haigh (SD) – Dreamgirls
  - Jeannine Claudia Oppewall, Gretchen Rau, Leslie E. Rollins – The Good Shepherd
  - Rick Heinrichs (AD); Cheryl Carasik (SD) – Pirates of the Caribbean: Dead Man's Chest
  - Nathan Crowley (AD); Julie Ochipinti (SD) – The Prestige
- 2007: Dante Ferretti (AD); Francesca Lo Schiavo (SD) – Sweeney Todd: The Demon Barber of Fleet Street
  - Arthur Max (AD) and Beth A. Rubino (SD) – American Gangster
  - Sarah Greenwood (AD) and Katie Spencer (SD) – Atonement
  - Dennis Gassner (AD) and Anna Pinnock (SD) – The Golden Compass
  - Jack Fisk (AD) and Jim Erickson (SD) – There Will Be Blood
- 2008: Donald Graham Burt (AD) và Victor J. Zolfo (SD) – The Curious Case of Benjamin Button
  - James J. Murakami (AD) and Gary Fettis (SD) – Changeling
  - Nathan Crowley (AD) and Peter Lando (SD) – The Dark Knight
  - Michael Carlin (AD) and Rebecca Alleway (SD) – The Duchess
  - Kristi Zea (AD) and Debra Schutt (SD) – Revolutionary Road
- 2009: Rick Carter và Robert Stromberg (AD), Kim Sinclair (SD) – Avatar